# Kruisiging (Bellini)
De Kruisiging is een schilderij van Giovanni Bellini, dat hij rond 1460 maakte. Oorspronkelijk afkomstig uit de San Salvador in Venetië, ging het werk later deel uitmaken van de collectie van het Museo Correr.

## Voorstelling
Op het schilderij is de gekruisigde Christus afgebeeld, die een opvallend bleke huid heeft. In de kristalheldere hemel zweven cherubijnen die bij een restauratie in 1946 aan het licht kwamen. Boven het kruis is een Griekse inscriptie te zien die vertaald kan worden als "Jezus Koning van de Belijders". Onder het kruis staan Maria en Johannes met diep bedroefde gezichten. Op de achtergrond is een rijk gedetailleerd landschap geschilderd met onder meer een houten brug, een paar huizen en ongeveer tien kleine figuren die zich bezighouden met verschillende activiteiten.
Bellini's Kruisiging wordt meestal gedateerd tussen 1455 en 1460 op basis van de verschillende invloeden die er zichtbaar op zijn. Zo is van Bellini's vader Jacopo een schets van een kruisiging bekend die grote overeenkomst vertoont met dit schilderij, bijvoorbeeld door de aanwezigheid van cherubijnen boven het kruis, maar waarop geen landschap te zien is. Ook bij zijn zwager Mantegna deed Bellini inspiratie op, de rotsachtige en gescheurde ondergrond van het kruis en de gezichtsuitdrukkingen van Maria en Johannes vertonen gelijkenis met een kruisiging op de predella van het altaarstuk van San Zeno van Mantegna. Het landschap ten slotte, dat volledig losstaat van de kruisigingsscène, verraadt de invloed van de Vlaamse Primitieven.

## Afbeelding

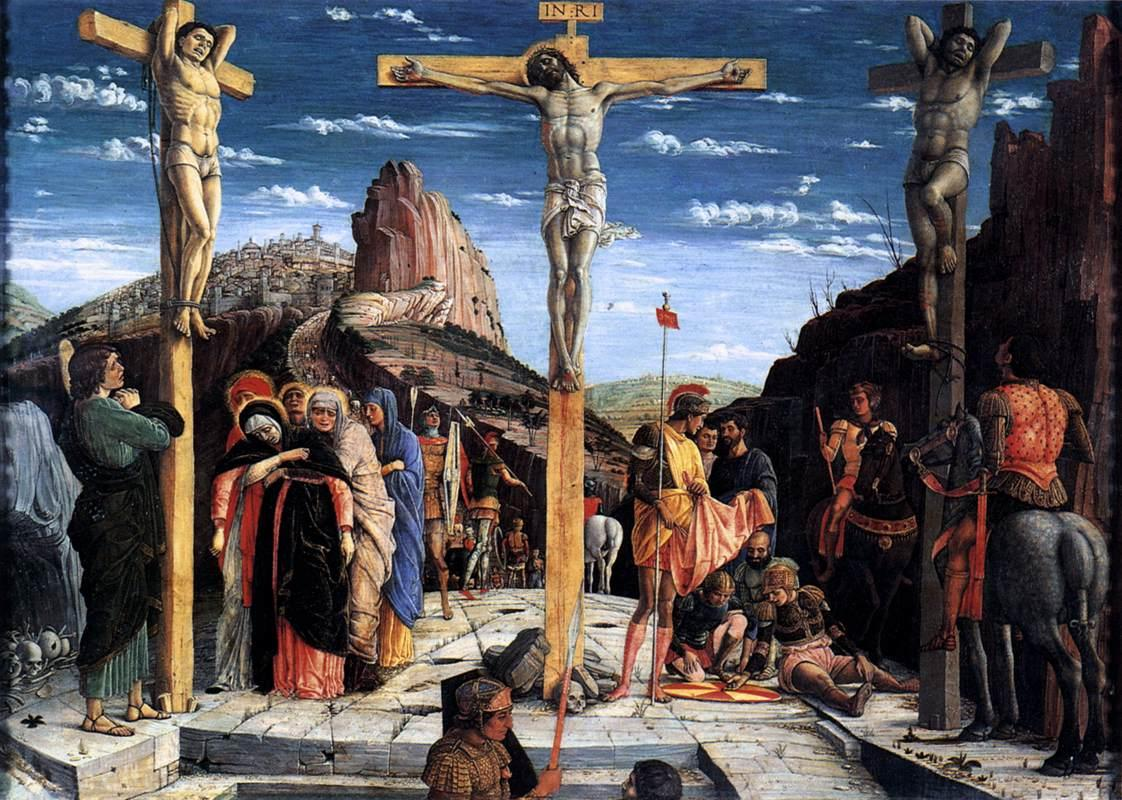
Kruisiging - Andrea Mantegna